# 24 mars
Pour les articles homonymes, voir Vingt-Quatre-Mars.
24 février 24 avril
Chronologies thématiques
- Croisades
- Ferroviaires
- Sports
- Disney
- Anarchisme
- Catholicisme

Abréviations / Voir aussi
- (° 1852) = né en 1852
- († 1885) = mort en 1885
- a.s. = calendrier julien
- n.s. = calendrier grégorien
- Calendrier
- Calendrier perpétuel
- Liste de calendriers
- Naissances du jour

Le 24 mars est le 83e jour, moins souvent le 84e, de l'année du calendrier grégorien ; il en reste ensuite 282.
Il est aussi le 365e et dernier jour de l'année dans plusieurs autres calendriers issus directement du julien.[réf. souhaitée]
Son équivalent est généralement le 4e jour du mois de germinal dans le calendrier républicain français, officiellement dénommé jour de la tulipe.

## Événements

### Xesiècle
- 937 : les Magyars (Hongrois) s'avancent à travers la Bourgogne et arrivent devant la ville de Sens.

### XIIIesiècle

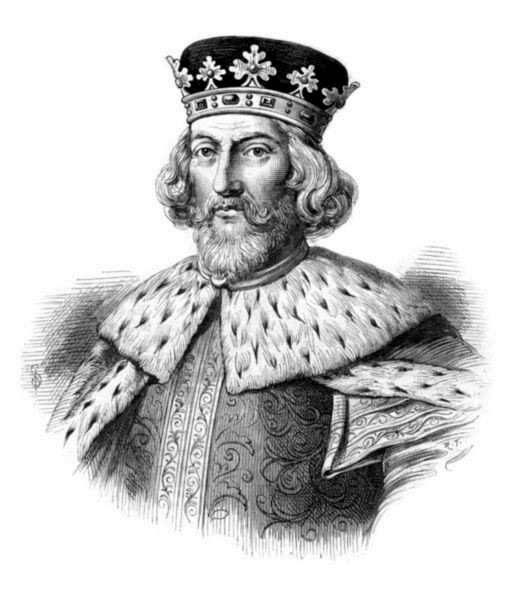
Jean sans Terre tel qu'imaginé plus tardivement par un non-contemporain de lui

- 1207 : à Rome, Jean sans Terre s'étant opposé au pape au sujet de la nomination de l'archevêque de Cantorbéry, Innocent III jette l'interdit sur son royaume d'Angleterre.
- 1267 : le futur Saint Louis (Louis IX) réunit ses chevaliers à Paris, pour préparer la huitième croisade en Terre sainte.

### XIVesiècle
- 1356 : les états généraux de langue d'oc, réunis à Toulouse, votent la grande ordonnance adoptée par les états généraux de langue d'oïl en 1355, qui limite les pouvoirs royaux du roi de France, sur le modèle de la Magna Carta, grande charte anglaise de 1215. La charte est promulguée en 1357[réf. nécessaire].

### XVIesiècle
- 1515 : signature du traité de Paris de 1515, par lequel le comte de Flandre, futur Charles Quint, qui cherche à hériter de l'Espagne, s'allie avec François Ier afin d'obtenir son appui. Il est projeté un mariage entre Charles et la jeune Renée de France (4 ans alors), fille de Louis XII et d'Anne de Bretagne.
- 1550 : traité d'Outreau. Restitution de Boulogne à la France par les Anglais contre 400 000 écus d’or[1].
- 1567 : le siège de Valenciennes se conclut par une victoire espagnole.
- 1596 : la paix de Boulogne met fin à la guerre qui opposait l'Angleterre à l'union de la France et de l'Écosse.

### XVIIesiècle
- 1603 : les couronnes d'Angleterre et d'Écosse sont réunies par l'accession au trône du roi Jacques Ier, à la mort de la reine Élisabeth Ire.
- 1662 : le roi d'Espagne Philippe IV, beau-père du jeune roi de France Louis XIV, fait publiquement reconnaître la préséance de son gendre, à Fontainebleau, après un grave affront diplomatique survenu à Londres de la part de l'Espagne sur la France[2].

### XVIIIesiècle
- 1720 : fermeture des établissements bancaires de la rue Quincampoix à Paris à la suite de la crise financière.

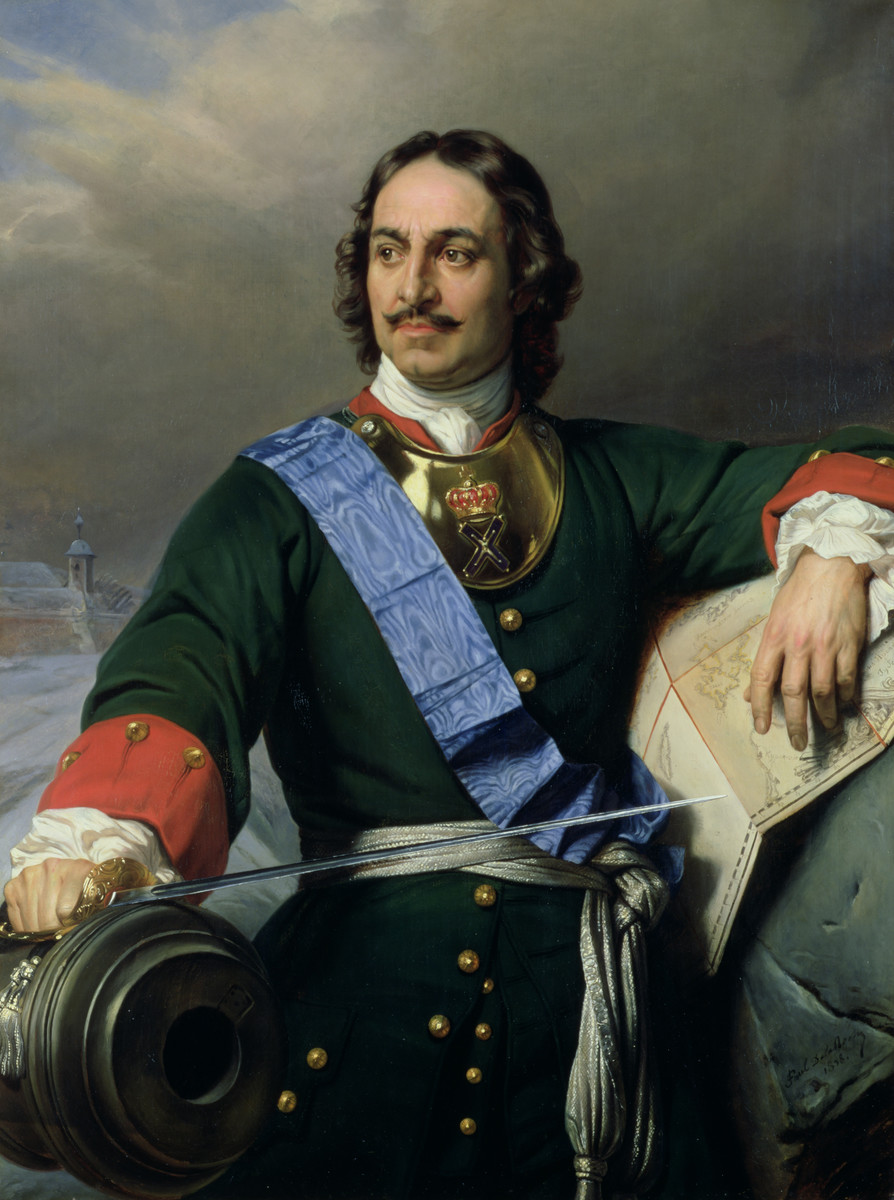
Pierre le Grand

- 1721 : en Russie, refonte de l'administration par Pierre le Grand. Tous les fonctionnaires sont répartis selon les quatorze degrés du Tchin (« Table des rangs »), chaque degré correspondant à un grade militaire.
- 1760 : en Savoie, traité de limites entre la France et le royaume de Sardaigne. La France cède les villes de Seyssel (en partie), Chanaz et La Balme situées sur la rive gauche du Rhône, mais faisant partie du Bugey, en échange de Valserine.
- 1792 : en France, les Girondins conduits par Roland et Dumouriez, forment un gouvernement avec le projet d'une déclaration de guerre à l'Autriche.
- 1793 : première bataille des Sables-d'Olonne, lors de la guerre de Vendée.
- 1794 : en France, exécution des hébertistes.
- 1796 : bataille de la Maison-Neuve, pendant la Chouannerie.

### XIXesiècle
- 1813 : rétractation de sa signature du Concordat de Fontainebleau par le pape Pie VII.
- 1835 : dans l'Empire ottoman, le sultan accorde à l'Angleterre « la liberté entière pour le commerce de la soie en Syrie » une disposition que Muhammad-Ali, pacha d'Égypte, refuse d'appliquer.
- 1837 : le Canada donne le droit de vote aux Noirs.
- 1849 : dans le Piémont, Charles-Albert abdique au profit du duc de Savoie, Victor-Emmanuel II, à la suite de la défaite de ses troupes le 23 à Novare devant l'armée autrichienne de Radetzky. Le nouveau roi signe l'armistice de Vignale qui aboutira à la paix de Milan, le 6 août.
- 1860 : le royaume de Sardaigne cède le comté de Nice et la Savoie à la France par le traité de Turin.
- 1900 : début des travaux de construction du métro de New York par la Interborough Rapid Transit Company.

### XXesiècle
- 1916 :
  - dans l'Atlantique, torpillage du Sussex, paquebot anglais, par un sous-marin allemand.
  - en Allemagne, le président Wilson menace de rompre les relations diplomatiques avec l'Allemagne si celle-ci ne cesse pas la guerre sous-marine à outrance.
- 1923 : en Inde, rétablissement de l'impôt sur le sel.
- 1927 : les communistes chinois prennent Nankin.
- 1929 : les fascistes remportent des élections où ils étaient seuls à se présenter, en Italie.
- 1933 : les pleins pouvoirs sont accordés à Adolf Hitler.
- 1934 : Citroën présente le premier modèle d'automobile à traction avant, la 7CV « Traction avant ». Traction avant

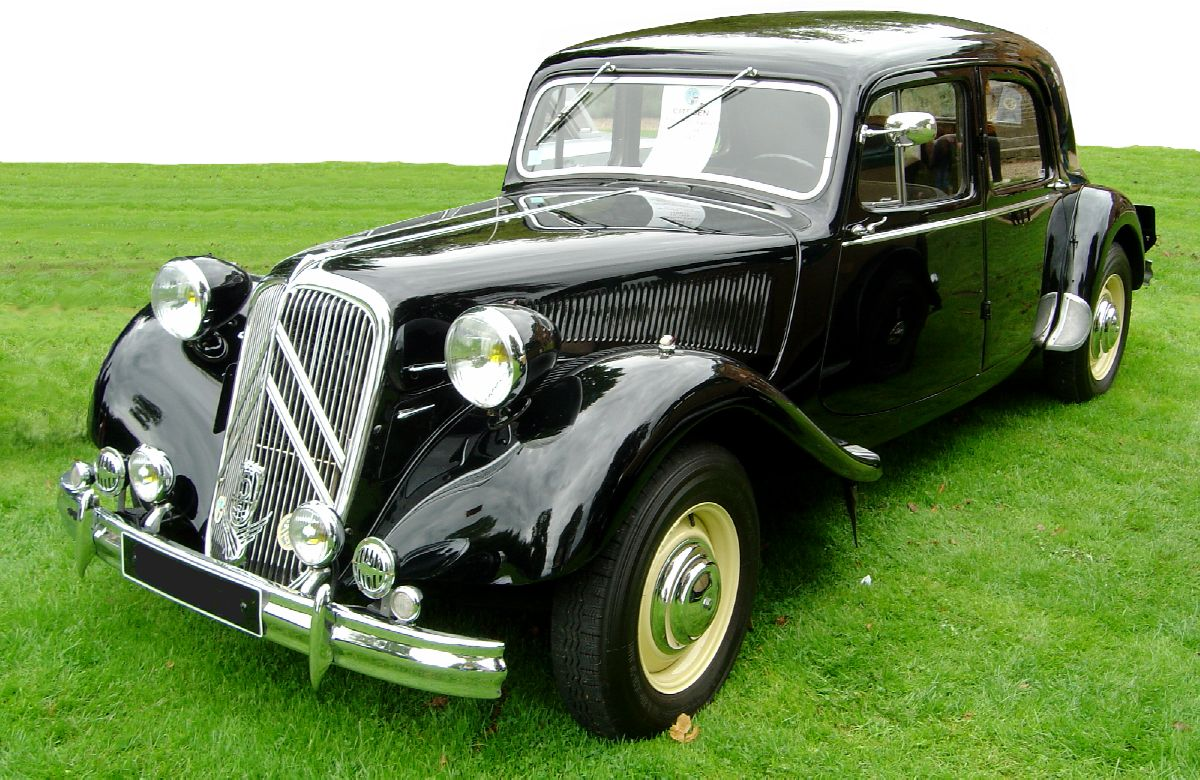
Traction avant

- 1938 : en France, trente mille ouvriers occupent les usines Citroën.
- 1944 : les troupes allemandes assassinent 335 civils italiens lors du massacre des Fosses Ardéatines.
- 1948 : droit de vote est octroyé aux femmes en Belgique.
- 1956 : au Cambodge, Khim Tit est nommé Premier ministre.
- 1959 : l'Irak se retire du Pacte de Bagdad, union militaire défensive dirigée contre l'Union soviétique.
- 1961 : création de l'Office québécois de la langue française.
- 1972 : 
  - la Grande-Bretagne assume l'administration directe de l'Irlande du Nord pour tenter de mettre fin aux affrontements entre catholiques et protestants.
  - le décret d'application de la loi Neuwirth autorise la contraception orale.
- 1976 : les militaires prennent le pouvoir en Argentine après avoir renversé et emprisonné la présidente Isabel Peron.
- 1983 : signature à Carthagène, en Colombie, de la Convention pour la Protection et le Développement de l'Environnement marin de la région de la Grande Caraïbe dite Convention de Carthagène, seul traité environnemental régional obligatoire.
- 1989 : échouement du pétrolier Exxon Valdez sur la côte de l'Alaska, provoquant une importante marée noire.
- 1999 :
  - au Kosovo, en république fédérale de Yougoslavie, l'OTAN déclenche l'opération militaire baptisée « Force déterminée ».
  - en Angleterre, la Chambre des lords refuse l'immunité au général Pinochet mais limite les accusations.
  - Romano Prodi succède à Jacques Santer à la présidence de la Commission européenne.
  - Incendie du tunnel du Mont-Blanc, qui cause la mort de 39 personnes.

### XXIesiècle
- 2001 : épidémie de fièvre aphteuse. Pour endiguer l'épizootie, la Grande-Bretagne entame l'abattage de milliers d'animaux.
- 2003 : la coalition anglo-américaine est à cent kilomètres de Bagdad.
- 2005 :
  - en France, le mystérieux groupe AZF refait parler de lui en adressant deux courriers, l'un à la présidence de la République et l'autre au ministère de l'Intérieur, dans lesquels il menace de commettre des attentats à l'explosif en mai prochain si une rançon ne lui est pas versée.
  - dans ce qui sera appelé la révolution des Tulipes, des manifestants prennent le contrôle de plusieurs villes du Sud du Kirghizistan, avant de s'emparer du siège du pouvoir à Bichkek, la capitale, contraignant ainsi le président Askar Akaïev à fuir le pays pour la Russie et à démissionner.
- 2008 : le Bhoutan franchit une étape majeure dans sa transition vers la démocratie, en tenant des élections législatives.
- 2016 :
  - les Néo-Zélandais décident par référendum de conserver le drapeau national actuel, qui inclut l'Union Jack britannique.
  - condamnation de Radovan Karadžić, reconnu coupable du génocide de Srebrenica à 40 ans de prison par le Tribunal pénal international pour l'ex-Yougoslavie.
- 2018 : manifestation March For Our Lives (« marche pour nos vies » en anglais) devant la Maison-Blanche à Washington et dans plusieurs autres grandes villes américaines des suites de la fusillade de Parkland afin de lutter en faveur du contrôle des armes aux États-Unis.
- 2019 : 
  - aux Comores, se déroule, de manière anticipée, une élection présidentielle.
  - au Liechtenstein, se déroulent des élections municipales.
  - en Thaïlande, se déroulent des élections législatives.
- 2020 : les forces armées du Mozambique reprennent la ville de Mocímboa da Praia aux insurgés islamistes qui y avaient fait irruption la veille.
- 2024 : au Sénégal, Bassirou Diomaye Faye, candidat de l'opposition, remporte l’élection présidentielle dès le premier tour[3].

## Arts, culture et religion
- 1455 : Calixte III devient pape à Rome.
- 1657 : Blaise Pascal met son talent au service de la cause janséniste en France. Les dix-huit lettres qui composent Les Provinciales font sensation : Pascal relève d'emblée un talent polémique hors pair, abordant les problèmes théologiques les plus difficiles avec l'ardeur du néophyte, l'aisance du mondain qu'il était hier et la rigueur mathématique du savant. Ainsi, il rend accessibles à « tout honnête homme » des questions jusque-là réservées à certains spécialistes. Pour publier ces « petites lettres », l'auteur a pris le pseudonyme de « Louis de Montalte », dont la police cherchera en vain à percer le mystère.
- 1866 : première de La Cavalerie légère de Franz von Suppé, opérette créée au Karltheater de Vienne.
- 1926 : première de Tre commedie goldoniane opéra de Gian Francesco Malipiero, créé au Hessisches Landstheater de Darmstadt.
- 1958 : Elvis Presley est incorporé dans l'armée américaine afin d'effectuer son service militaire[4].
- 1965 : sortie en France du film Le Corniaud, de Gérard Oury, avec Bourvil et Louis de Funès.
- 1973 : le groupe Pink Floyd sort The Dark Side of the Moon.
- 1980 : Mgr Óscar Romero, archevêque de San Salvador, est assassiné pendant qu'il célèbre la messe dans sa cathédrale.
- 1988 : élection de Michel Debré au fauteuil no 1 de l'Académie française.

## Sciences et techniques
- 1882 : le bactériologiste allemand Robert Koch annonce qu'il a réussi à isoler le bacille de la tuberculose.
- 1883 : première liaison téléphonique entre New York et Chicago (Illinois).
- 1896 : Alexandre Popov réalise la première liaison radioélectrique en morse.Comète "Hyakutake"

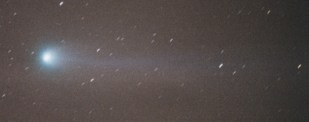
Comète "Hyakutake"

- 1996 : la comète Hyakutake (image ci-jointe) frôle la Terre, à une distance d'environ 15 000 000 km, après un précédent passage dans son système solaire approximativement 17 000 années terrestres auparavant.
- 2001 : commercialisation de la première version du système d'exploitation Mac OS X d'Apple.
- 2010 : le mathématicien américain John Tate de l'université du Texas aux États-Unis reçoit le prix Abel « pour l’étendue et le caractère durable de son influence sur la théorie des nombres ».

## Économie et société
- 1987 : le premier ministre français de cohabitation Jacques Chirac reçoit la délégation de la Walt Disney Company à l'hôtel de Matignon pour signer la Convention pour la création et l'exploitation d'Euro Disneyland en France dont résultera un contrat de construction de la destination touristique Disneyland Paris prévue cinq ans plus tard.
- 1999 : le chargement d'un semi-remorque s'embrase au milieu du tunnel du Mont-Blanc. L'incendie provoque la mort de 39 personnes.
- 2001 : au Japon, sortie de la nouvelle Game Boy Advance, de Nintendo.
- 2002 : un pluvier doré remporte le grand prix Eurovision de la chanson des oiseaux. Ce premier concours de chants d'oiseaux international a été élu grâce aux votes des internautes pour le plus beau ramage d'Europe sur le site Bird Eurovision[5]. Il est à signaler que cette compétition insolite s'est déroulée à moins d'un kilomètre à vol d'oiseau du lieu du 47e concours Eurovision.
- 2015 : un Airbus A320 qui assurait le vol 9525 Germanwings de Barcelone à Düsseldorf s'écrase dans les Alpes-de-Haute-Provence avec 150 personnes à bord, précipité sur le flanc d'une montagne par son copilote suicidaire.

## Naissances

### XVesiècle
- 1490 : Giovanni Salviati, cardinal italien († 28 octobre 1553).

### XVIesiècle
- 1579 : Tirso de Molina (Gabriel José López Téllez dit), l'un des grands auteurs de théâtre du Siècle d'or espagnol, dont d'une première pièce de théâtre sur le personnage mythique de "Don Juan" antérieure à celle de Molière († 20 février 1648).

### XVIIesiècle
- 1628 : Sophie-Amélie de Brunswick-Calenberg, reine consort de Danemark-Norvège († 20 février 1685).
- 1693 : John Harrison, horloger britannique, qui découvrit une méthode de calcul de la longitude († 24 mars 1776).
- 1697 : Louis-Constantin de Rohan, cardinal français, évêque de Strasbourg († 11 mars 1779).

### XVIIIesiècle
- 1764 : Charles VI de La Trémoille, noble français († 10 novembre 1839).
- 1792 : Antonio Ruíz Serrano dit « El Sombrerero », matador espagnol († 2 novembre 1860).

### XIXesiècle
- 1808 : Maria-Felicia García dite la Malibran, artiste lyrique française (mezzo-soprano) d'origine espagnole († 23 septembre 1836).
- 1820 : Edmond Becquerel, physicien français, découvreur de l’effet photovoltaïque en 1839 († 11 mai 1891).
- 1826 : Matilda Joslyn Gage, abolitionniste et auteure américaine († 18 mars 1898).
- 1829 : Ignacio Zaragoza, militaire mexicain, général qui s'illustra dans la guerre contre le corps expéditionnaire français († 8 septembre 1862).
- 1834 : William Morris, écrivain, poète, peintre, architecte et dessinateur britannique († 3 octobre 1896).
- 1835 : Jožef Stefan, physicien slovène († 7 janvier 1893).
- 1837 : Philippe de Belgique, comte de Flandre († 17 novembre 1905).
- 1844 : Adolf Engler, botaniste allemand († 10 octobre 1930).
- 1848 : Honoré Beaugrand, journaliste et homme politique québécois († 7 octobre 1906).
- 1869 : Olena Kysilevska, journaliste, écrivaine et femme politique ukrainienne († 29 mars 1956).
- 1872 : Édouard Nanny, joueur et professeur de contrebasse français († 12 octobre 1942).
- 1874 : Harry Houdini (Ehrich Weisz dit), illusionniste américain d'origine hongroise († 31 octobre 1926).
- 1876 : Adolphe Beaufrère, peintre et graveur français († 16 février 1960).
- 1884 : Eugène Tisserant, cardinal de la curie romaine, doyen du Sacré Collège et académicien français et des inscriptions et belles-lettres († 21 février 1972).
- 1885 : Charles Daniels, nageur américain, quadruple champion olympique († 9 août 1973).
- 1886 :
  - Robert Mallet-Stevens, architecte et designer français († 8 février 1945).
  - Edward Weston, photographe américain († 1er janvier 1958).
- 1887 : Roscoe Arbuckle, acteur du cinéma muet américain († 29 juin 1933).
- 1889 : Albert Hill, athlète britannique spécialiste du demi-fond, double champion olympique († 8 janvier 1969).
- 1893 : George Sisler, joueur de baseball américain († 26 mars 1973).
- 1897 : Wilhelm Reich, psychiatre autrichien († 3 novembre 1957).

### XXesiècle
- 1903 : Adolf Butenandt, biochimiste allemand, prix Nobel de chimie en 1939 († 18 janvier 1995).
- 1905 : Léa Maury, résistante française († 22 novembre 1943).
- 1907 : Paul Sauvé, homme politique québécois († 2 janvier 1960).
- 1909 : Clyde Barrow, gangster américain († 23 mai 1934).
- 1910 : Richard Conte, acteur américain († 15 avril 1975).
- 1911 : Joseph Barbera, réalisateur, producteur et scénariste américain de dessins animés († 18 décembre 2006).
- 1913 : Bernard Gèze, géologue, hydrogéologue, volcanologue et spéléologue français († 8 décembre 1996).
- 1915 : Roger Schandalow, survivant de la Shoah évadé du convoi n° 62 pour le camp d'Auschwitz († 15 avril 2002).
- 1917 : Franck Villard, acteur français († 19 septembre 1980).
- 1919 : 
  - Claude Bertrand, acteur français († 14 décembre 1986).
  - Lawrence Ferlinghetti, poète américain, cofondateur de librairie et de maison d'édition, chantre de la Beat Generation devenu centenaire († 22 février 2021).
  - Robert Heilbroner, économiste américain († 4 janvier 2005).
- 1920 : 
  - René Andrieu, homme politique, journaliste et écrivain français († 26 mars 1998).
  - Gene Nelson, acteur, danseur et réalisateur américain († 16 septembre 1996).
- 1921 :
  - François Bresson, psychologue français († 12 janvier 1996).
  - Vassily Smyslov, champion du monde d'échecs russe († 27 mars 2010).
- 1922 : Joseph Milik, prêtre polonais († 6 janvier 2006).
- 1923 : Murray Hamilton, acteur américain († 1er septembre 1986).
- 1924 : Norman Fell, acteur américain († 14 décembre 1998).
- 1926 :
  - Desmond Connell, cardinal irlandais, archevêque émérite de Dublin († 21 février 2017).
  - Ventsislav Yankoff, pianiste bulgare. († 8 janvier 2022).
- 1927 : Roméo Pérusse, humoriste et acteur québécois († 15 avril 1992).
- 1928 :
  - Byron Janis, pianiste américain. († 14 mars 2024).
  - Christian Poncelet, homme politique français, élu à Remiremont, président du Sénat de 1998 à 2008 († 11 septembre 2020).
- 1930 : Steve McQueen (Terence Steven McQueen dit), acteur et producteur américain († 7 novembre 1980).
- 1932 : 
  - Lodewijk van den Berg, astronaute américain d'origine néerlandaise.
  - Christiane Eda-Pierre, chanteuse lyrique soprano française antillaise († 6 septembre 2020).
  - Paul Singer, économiste brésilien († 16 avril 2018).
- 1933 : William Smith, acteur américain.
- 1934 : Jean-Louis David, coiffeur et entrepreneur français († 3 avril 2019).
- 1936 :
  - David Suzuki, généticien, environnementaliste, animateur et auteur canadien.
  - László Szabó, acteur et réalisateur hongrois.
- 1937 :
  - Romain Bouteille, humoriste, acteur et metteur en scène français, fondateur du « Café de la Gare » avec Coluche etc. († 31 mai 2021).
  - Billy Stewart, chanteur et pianiste américain († 17 janvier 1970).
- 1938 : Jean-Pierre Coffe, acteur, animateur de télévision et écrivain français († 29 mars 2016).
- 1940 :
  - François Blondel, évêque catholique français, évêque émérite de Viviers.
  - Gianfredo Camesi, artiste-peintre et sculpteur suisse.
- 1944 : R. Lee Ermey, acteur américain († 15 avril 2018).
- 1945 : Curtis Hanson, réalisateur, scénariste et producteur américain († 20 septembre 2016).
- 1948 :
  - Jerzy Kukuczka, alpiniste polonais († 24 octobre 1989).
  - Lee Oskar, harmoniciste d'origine danoise du groupe américain War.
- 1949 : Steve Lang (en), bassiste canadien du groupe April Wine († 4 février 2017).
- 1950 : Mansour M'henni, universitaire et journaliste tunisien.
- 1951 :
  - Pat Bradley, golfeuse américaine.
  - Tommy Hilfiger, styliste américain.
  - Kenneth S. Reightler, Jr., astronaute américain.
  - Dougie Thomson, bassiste britannique du groupe Supertramp.
- 1952 : Nicholas Campbell, acteur canadien.
- 1954 : Robert Carradine, acteur américain.
- 1955 :
  - Doug Jarvis, joueur de hockey sur glace canadien.
  - Pat Price, joueur de hockey sur glace canadien.
- 1956 : Steve Ballmer, homme d'affaires américain, P-DG de Microsoft de 2000 à 2014.
- 1957 :
  - Gilles Baril, homme politique et animateur de radio québécois.
  - Sophie Barjac, actrice française.
  - Pierre Harvey, athlète québécois de ski de fond et de cyclisme.
  - Scott J. Horowitz, astronaute américain.
  - Vladimir Martynenko, sociologue, politologue et économiste russe.
- 1960 :
  - João Moura, rejoneador portugais.
  - Nena (Gabriele Susanne Kerner dite), chanteuse allemande.
- 1962 : 
  - Angèle Dubeau, violoniste québécoise.
  - Maria Spena, femme politique italienne.
- 1964 :
  - Marek Kamiński, explorateur polonais.
  - Raphaël Mezrahi, acteur comique français.
  - Annabella Sciorra, actrice américaine.
  - Hai Zi, poète chinois († 26 mars 1989).
- 1965 : 
  - The Undertaker (Mark Calaway dit), catcheur américain.
  - Peter Jacobson, acteur américain.
- 1967 : Franck Badiou, tireur sportif français, vice-champion olympique.
- 1969 : Ryszard Wolny, lutteur polonais, champion olympique.
- 1970 : 
  - Lara Flynn Boyle, actrice américaine.
  - Sharon Corr, chanteuse et violoniste du groupe irlandais The Corrs.
  - Lukáš Pollert, céiste tchèque, champion olympique de slalom.
- 1972 : Christophe Dugarry, footballeur professionnel français, champion du monde en 1998 et champion d'Europe en 2000 puis chroniquer radiophonique et télévisé dans cette spécialité.
- 1973 :
  - Philippe Boucher, joueur de hockey sur glace québécois.
  - Jim Parsons, acteur américain.
- 1974 : 
  - Alyson Hannigan, actrice américaine.
  - Sergey Klyugin, athlète russe spécialiste du saut en hauteur, champion olympique.
- 1975 :
  - Frédérique Bel, actrice française.
  - Thomas Johansson, joueur de tennis suédois.
- 1976 :
  - Aliou Cissé, footballeur international sénégalais.
  - Peyton Manning, joueur américain de football américain.
- 1977 :
  - Jessica Chastain, actrice américaine.
  - Corneille (Cornelius Nyungura dit), chanteur français.
  - Florian Kehrmann, handballeur allemand.
- 1978 : Bertrand Gille, joueur français de handball.
- 1979 : Graeme Swann, joueur de cricket anglais.
- 1980 : Ramzi Abid, hockeyeur sur glace canadien-britannique.
- 1982 :
  - Tom Cavanagh, hockeyeur sur glace canadien († 6 janvier 2011).
  - Jack Swagger, catcheur professionnel à la WWE.
- 1983 :
  - Terrance Jerod « T. J. » Ford, basketteur américain.
  - Pierre-Alexandre Parenteau, joueur de hockey sur glace québécois.
- 1984 :
  - Benoît Assou-Ekotto, footballeur franco-camerounais.
  - Bom (Bom Park dite), chanteuse et musicienne de K-pop sud-coréenne.
  - Chris Bosh, basketteur américain.
  - Philipp Petzschner, joueur de tennis allemand.
- 1985 : Anksa Kara, actrice pornographique française.
- 1986 :
  - Dylan Hartley, joueur de rugby à XV anglais.
  - Lucie Lucas, actrice et mannequin française.
- 1987 : Ramires, footballeur brésilien.
- 1988 : Jean-Guillaume Béatrix, biathlète français.
- 1989 :
  - Ahmed El-Kawiseh, judoka libyen.
  - Jennifer Fry, joueuse de badminton sud-africaine.
  - Sabina Jacobsen, handballeuse suédoise.
  - Marco Loughran, nageur britannique.
- 1990 :
  - Keisha Castle-Hughes, actrice néo-zélandaise.
  - Starlin Castro, joueur de baseball dominicain.
- 1993 :
  - Diego Rolán, joueur de football uruguayen.
  - Guillermo Varela, footballeur uruguayen.
- 1994 : Timothé Bozon, hockeyeur sur glace franco-américain.
- 1996 : Myles Turner, basketteur américain.
- 1997 : Myoui Mina (名井 南) chanteuse et danseuse japonaise.

### XXIesiècle
- 2001 : William Saliba, footballeur français.
- 2003 : Chaima Nihal Guemmar, escrimeuse algérienne.

## Décès

### IXesiècle
- 809 : Hâroun ar-Rachîd, cinquième calife abbasside de 786 à sa mort (° 763 / 765 / 17 mars 766).
- 832 : Wulfred, archevêque de Cantorbéry (° inconnue).

### XIIesiècle
- 1136 : Hugues de Payns, grand-maître des Templiers (° 1070).

### XIIIesiècle
- 1275 : Béatrice d'Angleterre, fille des rois d'Angleterre Henry III Plantagenêt et Éléonore de Provence, duchesse de Bretagne par mariage (° 25 juin 1242).

### XIVesiècle
- 1342 : Napoléon Orsini, cardinal italien (° 1263).

### XVesiècle
- 1455 : Nicolas V (Tommaso Parentucelli), pape (° 15 novembre 1397).

### XVIesiècle
- 1575 : Joseph Karo, rabbin espagnol (° 1488).

### XVIIesiècle
- 1603 : Élisabeth Ire d'Angleterre, reine d'Angleterre et d'Irlande (° 7 septembre 1533).
- 1653 : Samuel Scheidt, compositeur allemand (° 3 novembre 1587).

### XVIIIesiècle
- 1713 : Toussaint de Forbin-Janson, cardinal français, évêque de Beauvais (° 1er octobre 1631).
- 1773 : Philip Stanhope Chesterfield, homme politique, diplomate et écrivain anglais (° 22 septembre 1694).
- 1776 : John Harrison, horloger britannique, qui découvrit une méthode de calcul de la longitude (° 24 mars 1693).
- 1794 : Jean-Baptiste Cloots, révolutionnaire français d'origine hollandaise (° 24 juin 1755).

### XIXesiècle
- 1822 : Joseph della Faille de Leverghem, homme politique néerlandais (° 5 avril 1754).
- 1844 : Bertel Thorvaldsen, sculpteur danois (° 9 novembre 1770).
- 1847 : Antoine Drouot, militaire français (° 11 janvier 1774).
- 1866 : Marie-Amélie de Bourbon-Siciles, veuve de Louis-Philippe, reine des Français (° 26 avril 1782).
- 1869 : Antoine de Jomini, général français (° 6 mars 1779).
- 1881 :
  - Achille Delesse, géologue français (° 3 février 1817).
  - Friedrich Hecker, révolutionnaire allemand (° 28 septembre 1811).
- 1882 : Henry Longfellow, poète américain (° 27 février 1807).
- 1886 : Germain Célestin Édouard Fournié, médecin français (° 4 mars 1833).

### XXesiècle
- 1905 : Jules Verne, écrivain français (° 8 février 1828).
- 1909 : John Millington Synge, auteur de théâtre et poète irlandais (° 16 avril 1871).
- 1916 : Enrique Granados, compositeur espagnol (° 27 juillet 1867).
- 1920 : Maria Antonietta Torriani, écrivaine italienne (° 1er janvier 1840).
- 1921 : Déodat de Séverac, compositeur français (° 20 juillet 1872).
- 1924 : Albert Lozeau, poète québécois (° 23 juin 1878).
- 1933 : Alfred William Alcock, naturaliste britannique (° 23 juin 1859).
- 1940 : Édouard Branly, physicien et médecin français (° 23 octobre 1844).
- 1944 : Orde Wingate, militaire britannique (° 26 février 1903).
- 1946 : Alexandre Alekhine, joueur d'échecs français d'origine russe (° 31 octobre 1892).
- 1953 : Mary de Teck, veuve de George V du Royaume-Uni (° 26 mai 1867).
- 1962 :
  - Jean Goldkette, musicien de jazz américain d'origines grecque et française (° 18 mars 1893).
  - Auguste Piccard, physicien, océanographe et aérostier suisse (° 28 janvier 1884).
- 1968 : Alice Guy, réalisatrice, scénariste et productrice de cinéma française (°  1er juillet 1873).
- 1969 : Joseph Kasa-Vubu, premier président de la République démocratique du Congo (° v. 1910).
- 1971 : Arne Jacobsen, architecte et designer danois (° 11 février 1902).
- 1976 : Bernard Montgomery, militaire britannique (° 17 novembre 1887).
- 1978 : Elizabeth McCoy, microbiologiste (° 1er février 1903).
- 1980 : Óscar Romero, archevêque du Salvador (° 15 août 1917).
- 1984 : Sam Jaffe, acteur américain (° 10 mars 1891).
- 1985 : Raoul Ubac, artiste belge (° 31 août 1910).
- 1990 : Alice Sapritch, comédienne française (° 29 juillet 1916).
- 1993 : John Hersey, journaliste et écrivain américain (° 17 juin 1914).
- 1996 :
  - Marvin Albert, écrivain et scénariste américain (° 22 janvier 1924).
  - Lola Beltrán, chanteuse et actrice mexicaine (° 7 mars 1932).
  - Étienne Hajdu, sculpteur franco-hongrois (° 12 août 1907).
- 1997 : Martin Caidin, écrivain américain (° 14 septembre 1928).
- 1998 : 
  - António Ribeiro, cardinal portugais, patriarche de Lisbonne (° 21 mai 1927).
  - Roberto Sánchez Vilella, homme politique portoricain (° 19 février 1913).
- 1999 :
  - Gertrud Scholtz-Klink, personnalité féminine du nazisme (° 9 février 1902).
  - Birdie Tebbetts, joueur et gérant de baseball américain (° 10 novembre 1912).
- 2000 : 
  - Manuel Antonio Esteva Corró, footballeur espagnol (° 28 décembre 1919).
  - Al Grey (Albert Thornton dit), tromboniste de jazz américain (° 6 juin 1925).

### XXIesiècle
- 2001 : Kazuyoshi Oimatsu, patineur artistique puis entraîneur japonais (° 30 octobre 1911).
- 2002 : 
  - Dorothy DeLay, violoniste américaine (° 31 mars 1917).
  - César Milstein, scientifique argentin, prix Nobel de médecine 1984 (° 8 octobre 1927).
- 2003 : 
  - Hans Hermann Groër, cardinal autrichien, archevêque de Vienne (° 13 octobre 1919).
  - Evgeni Klevtzov, cycliste sur route soviétique puis russe (° 8 mars 1929).
  - Philip Yordan, scénariste et producteur américain (° 1er avril 1914).
- 2004 : Michael Garrison, compositeur américain (° 28 novembre 1956).
- 2008 :
  - Neil Aspinall, gestionnaire de tournées des Beatles (° 13 octobre 1942).
  - Rafael Azcona, scénariste, acteur et réalisateur espagnol (° 24 octobre 1926).
  - Dina Sassoli, actrice de théâtre et de cinéma italienne (° 5 août 1920).
  - Richard Widmark, acteur et producteur de film (° 26 décembre 1914).
- 2009 : George Kell (en), joueur de baseball professionnel américain (° 23 août 1922).
- 2014 : Jean-François Mattéi, professeur de philosophie politique et sociale français (° 9 mars 1941).
- 2016 : Johan Cruyff, joueur puis entraîneur néerlandais de football (° 25 avril 1947).
- 2017 : Pete Shotton, homme d'affaires britannique (° 4 août 1941).
- 2020 : 
  - Odile Schmitt, actrice française, voix d'Eva Longoria (° 5 novembre 1956).
  - Manu Dibango, saxophoniste et chanteur camerounais (° 12 décembre 1933).
  - Donatien Laurent, musicologue, ethnologue et linguiste français spécialisé en musiques et langues bretonne et celtiques (° 27 septembre 1935).
  - Frédéric Penelle, graveur et artiste belge (° 15 mars 1973).
  - Albert Uderzo, dessinateur et auteur de bandes dessinées français (° 25 avril 1927).
- 2021 : 
  - Enrique Martínez, cavalier espagnol (° 13 juillet 1930).
  - Jessica Walter, actrice américaine (° 31 janvier 1941).
- 2022 : Luis Roldán Ibáñez, homme politique espagnol aragonais (° 22 août 1943).
- 2023 :
  - Marcel Blanc, homme politique suisse (° 12 mars 1935).
  - Christopher Gunning, compositeur britannique (° 5 août 1944).
  - Scott Johnson, compositeur américain (° 12 mai 1952).
  - Walter Kintsch, psychologue américain (° 30 mai 1932).
  - Olivier Lorsac, réalisateur et parolier français (° 18 avril 1943).
  - Gordon Earle Moore, entrepreneur, ingénieur, philanthrope, chimiste et physicien américain (° 3 janvier 1929).
  - Randall Robinson, avocat, auteur et activiste américain (° 6 juillet 1941).
- 2024 :
  - George Abbey, ingénieur et pilote militaire américain (° 21 août 1932).
  - Péter Eötvös, compositeur et chef d'orchestre hongrois (° 2 janvier 1944).
  - Philippe Minard, enseignant-chercheur et historien français (° 18 octobre 1961).
  - Violeta Quesada, athlète de sprint cubaine (° 11 juillet 1947).
  - Gordon Singleton, coureur cycliste sur piste canadien (° 9 août 1956).

## Célébrations

### Internationale
- Journée mondiale de lutte contre la tuberculose[6].

### Nationales
- Argentine : día de la memoria por la verdad y la justicia / journée du souvenir pour la vérité et la justice commémorant les victimes et disparus de la dictature militaire en Argentine (1976-1983)[7].
- Ouganda : jour de l'arbre / (arbor day)[réf. nécessaire] (voire 21 mars comme dans d'autres pays).

### Religieuses
- Fêtes religieuses romaines : jour des sanguinaria, fête religieuse en l'honneur du geste du parèdre phrygien Attis pour sa déesse anatolienne Cybèle, où les aspirants galles (prêtres) se débarrassaient rituellement de leur attribut sexuel.
- Bahaïsme : quatrième jour du mois de la splendeur (bahá' بهاء) dans le calendrier badí‘.
- Scientologie : Student Day ou fête des étudiants célébrant l'ouverture du cours spécial de Saint Hill en 1961.
- Christianisme : fête catholique de l'archange Gabriel messager du mystère de l'Incarnation auprès de Zacharie (dans la forme tridentine du rite romain ; voir aussi fête de la Visitation des 31 mai, c'est-à-dire d'une visite de Marie future mère enceinte de Jésus à sa cousine Élisabeth elle-même enceinte et au mari de cette dernière ledit Zacharie, futurs parents âgés de Jean le Baptiseur quant à eux, en cette veille de l'Annonciation / Annonce faite à Marie le 25 mars d'une autre "incarnation", de nouveau par l'archange « héraut de Dieu » Gabriel / (D)Jibril).

### Saints des Églises chrétiennes

#### Saints des Églises catholiques et orthodoxes
Saints des Églises catholiques et orthodoxes :
- Aldemar de Capoue (it) († Xe siècle), diacre au Mont-Cassin en Italie centrale.
- Artémon († Ier siècle), disciple de saint Paul, évêque de Séleucie de Pisidie (en).
- Bernulf d'Asti (it) († IXe siècle), évêque et martyr à Asti.
- Caimin († 653), ermite sur l'île d'Inis Cealtra (en) sur le lac Lough Derg.
- Cairlon de Cashel († VIe siècle), évêque.
- Donard († 500), ermite à Slieve Donard.
- Hildelithe († 720), sœur de sainte Ethelburge (de Barking), 2e abbesse du monastère de Barking.
- Flavius Latin (en) († 115), 4e évêque de Brescia.
- Maccartan († 505), compagnon de saint Patrick d'Irlande (voir 17 mars tout juste passé), évêque de Clogher.
- Second († ?) et Romule, martyrs en Maurétanie.
- Sévère de Catane († 814), évêque.
- Pigmène († 363), prêtre romain martyr à Rome.
- Timolaus († 303) ; Denis, sous-diacre ; Pauside, Romulus, Alexandre, Agapios, martyrs à Césarée.
- Timothée († 303) et Marc, martyrs à Rome.

#### Saints et bienheureux des Églises catholiques
Saints et bienheureux des Églises catholiques :
- Berthe d'Alberti (en) († 1163), bienheureuse religieuse bénédictine à l'abbaye de Vallombrosa.
- Catherine de Suède († 1381), abbesse brigittine à l'abbaye de Vadstena.
- Diego Joseph de Cadix († 1801), bienheureux capucin à Ronda (Espagne).
- Jean de Bâton († 1290), bienheureux religieux sylvestrin italien.
- Józef et Wiktoria Ulma et leurs enfants († 1944), bienheureux martyrs polonais.
- Marie Karłowska († 1935), bienheureuse religieuse polonaise fondatrice des sœurs du Divin Pasteur de la Providence.
- Marie-Séraphine du Sacré-Cœur († 1911), bienheureuse religieuse italienne fondatrice des sœurs des Anges.
- Óscar Romero († 1980), archevêque du Salvador et martyr.

#### Saint d'Église(s) orthodoxe(s) (aux dates éventuellement"juliennes"/ orientales)
```
Saints des Églises orthodoxes
[
9
]
 :
```

- Parthénios († 1657), Parthénios III de Constantinople, patriarche de Constantinople et néo-martyr.

### Prénoms du jour
Bonne fête aux Adémar et ses variantes : Adémaï, Adhémar, Aldemar, Azéma, Azémar.
Et aussi aux :
- Catherine et ses variantes et diminutifs : Caitrin, Catalina, Catarina, Cateline, Caterina, Catharine, Catheline, Cathie, Cathy, Catriona, Caitriona, Caïtriona, Ekaterina, Kasia, etKatarina, Katarzyna, Kate, Katel, Katell, Katelle, Katerina, Katharina, Katharine, Kathel(l)(e), Katherina, Katherine, Kathryn, Kathy, Katie, Katrine, Katy, Kitty (fête majeure notamment francophone le 25 novembre, autre le 29 avril, voire les 7 novembre des Carine et variantes etc.) ;
- Krestell, Kristell et autres Christel(le) et ses variantes en breton celtique (sinon Katel(l)(e) comme ci-dessus).

## Traditions et superstitions

### Dictons
- « Saint-Gabriel, apporte de bonnes nouvelles. »[10] (24 supra puis lendemain 25 mars)
- « S'il gèle au vingt-quatre mars, les poiriers diminuent d'un quart. » (Loir-et-Cher)[11]

### Astrologie
- Signe du zodiaque : 4e jour du signe astrologique du Bélier.

## Toponymie
De nombreuses voies, places ainsi que des sites et édifices portent le nom de cette date en langue française et figurent dans la page d'homonymie Vingt-Quatre-Mars.